# Крюков Віктор Григорович
Віктор Григорович Крюков (нар. 14 січня 1948 Садгора - 24 липня 2020 Луганськ) радянський та український історик, доктор історичних наук, професор, дослідник арабських історичних ранньосередньовічних джерел

## Біографія
Народився 1948 року в Садгорі, Чернівецької області. В 1978 році закінчив історичний факультет Луганського педагогічного університету. З 1982 року там же працював до 2013 року.
В 1987 році захистив кандидатську дисертацію тема Сведения арабских географов конца IX - первой половины X века о странах и народах Западной, Центральной и Юго-Восточной Европы В 2010 році захистив докторську дисертацію.
З 1989 року до 2013 завідувач кафедри всесвітньої історії рідного університету.
З 2013 року на пенції, проживав у місті Луганськ

## Особисте життя
Дружина Олександра, дочка Ольга та онук Роман

## примітки
1. ↑  Хорунжа, О. М. Крюков Віктор Григорович. Енциклопедія Сучасної України (укр.). Процитовано 11 серпня 2024.